# آپریلتسی
آپریلتسی شهری در استان لووچ کشور بلغارستان است که جمعیت آن در سال ۲۰۰۱ میلادی ۳٬۱۲۲ نفر بوده‌است.